# مذر مذر
```
(Mother Mother) فريق 
روك
 
مستقل
 كندي من فانكوفر يتكون من خمسة أعضاء يقودهم ريان جولدموند بنغماته المتمردة وترافقه أخته مولي ذات الصوت الحاد وجيرمي بايج الباسيست, 
وضابط الإيقاع
 علي سادات وأخيرا الفوكاليست ياسمين باركين والتي استبدلت دبرا جين منذ عامين تقريبا.
[
2
]
```

أصدرت الفرقة ثلاث ألبومات حتّى هذه اللحظة, Touch Up عام 2007 والذي حظى بصوت دبرا جين فيه, ثم O My Heart عام 2008, بعدها توقّف الفريق عن إنتاج ألبومات لفترة للقيام بحفلات ترويجية وأيضا للاعداد للألبوم الجديد والذي يبدو أنه محاولة لإعادة اكتشاف شخصيتهم, طابعهم وبصمتهم موجودة في الألبومات الثلاثة حتى لو اختلفت الأصناف والتوجهات, العامل المشترك بينهما قد يكون عشوائية بناء الأغنية والنبرة السوداوية في الكلمات, لكن الألبوم الثالث Eureka -والذي صدر في 15 مارس الفائت- تخلي عن الطابع الأوركسترالي والنغمات السوداوية التي تميز بها الألبوم السابق لحساب الإيقاع الخاطف ونغمات البوب والتي قد تثير الارتباك مع عشوائية الترتيب والتوزيع التي تتميز بها الفرقة, هذا التغيّر والذي يعبّر عن نمو الفرقة ونضجها الفنّي.

## وصلات خارجية
- مذر مذر على موقع IMDb (الإنجليزية)
- مذر مذر على موقع ميوزك برينز (الإنجليزية)
- مذر مذر على موقع أول ميوزيك (الإنجليزية)
- مذر مذر على موقع ديسكوغز (الإنجليزية)

1. ↑  MusicBrainz (بالإنجليزية), MetaBrainz Foundation, QID:Q14005
2. ↑  Blogger نسخة محفوظة 14 سبتمبر 2011 على موقع واي باك مشين.